# Unser Sandmännchen: Rostock I
Rostock I ist ein vom DEFA-Studio für Dokumentarfilme gedrehter Abendgruß für die Reihe Unser Sandmännchen des Fernsehens der DDR von Ernst Cantzler aus dem Jahr 1976.

## Handlung
Vorbei an Fischerhäusern, Hügeln und Wäldern fährt der Rasende Roland, mit dem die Rügener Kinder besonders gern fahren, da er gemächlich durch die Landschaft rollt, so dass man sich die Gegend in Ruhe ansehen kann.
Der erste Halt ist in Sellin, einem der größten und bekanntesten Badeorte auf der Insel Rügen. Hier gibt es eine Seebrücke, neben der man auch badende Kinder beobachten kann. Weiter geht die Fahrt zum Seebad Göhren, wo es zwar keine Seebrücke gibt, dafür aber ein interessantes Heimatmuseum. Hier kann man Geschichten über die Bewohner und Fischer der Insel erfahren. Ebenfalls in Göhren werden Fischer gezeigt, die bereits lange vor Sonnenaufgang mit ihren Booten und Netzen auf die Ostsee hinausfahren und wenn die ersten Urlauber am Strand erscheinen, sind sie meist bereits zurückgekehrt. Auch heute noch wohnen manche Fischer in kleinen schilfgedeckten Häusern, die sehr gemütlich eingerichtet sind. Manchmal sieht man am Strand einen Neptun mit seinem Gefolge entlang laufen. Dabei handelt es sich um die Mitarbeiter eines Ferienlagers, die mit dem Neptunfest einen der Höhepunkte für die Kinder begehen wollen.

## Produktion und Veröffentlichung
Rostock I  wurde von der Künstlerischen Arbeitsgruppe (KAG) Realabendgruß-Produktion der DEFA für die Serie Städtebilder als Folge der Filmreihe Unser Sandmännchen auf ORWO-Color gedreht und am 30. Juli 1976 das erste Mal im Fernsehen der DDR gesendet. Die erste nachweisbare Aufführung auf einer großen Leinwand erfolgte am 15. Dezember 2019 im Berliner Zeughauskino.
Das Szenarium stammt von Ernst Crantzler und Holmar Attila Mück. 